# اندرزنامه آذرپاد مهراسپندان
اندرزهای آذربادِ مَهرَسپَندان سه دسته اندرز و چند پاره اندرزهای است که به آذرباد مهرسپندان، موبدان موبد ایران اهل جبل انارویه و شهر گور، در زمان شاپور دوم ساسانی (دوران پادشاهی ۳۷۹ تا ۳۰۹ میلادی) نسبت داده شده‌ است.
- اندرز آذرباد مهرسپندان نامبرده در نویسه پهلوی. این اندرزنامه با این جستارها آغاز می‌گردد که آذرباد فرزندی نداشت ولی با امید داشتن به خدا, دارای فرزندی شد که او را نام پیامبر دین خود, زردشت نام نهاد و اندرزهایی بدو بنمود.
- واژه‌ای چند از آذرباد مهرسپندان. به گفته گردآورندهٔ این نسک این اندرزها سخنانی است که آذرباد هنگام درگذشت به مردم گیتی گفته و آموخته‌ است.
- اندرز انوشگ روان آذرباد مهرسپندان این مجموعه فصل ۶۲ کتاب روایات پهلوی را سامان می‌دهد.
- ده اندرز به نام آذرباد مهرسپندان و دیگر پوریوتکیشان. این ده اندرز بیشتر از گونه اندرزهای آزمودنی و رفتاری و اخلاقی همگانی اند و کمتر رنگ و روی دینی دارند.
- اندرزی از آذرباد مهرسپندان در دینکرد بازگو شده‌است که در آن کارهای گیتی به ۲۵ در و سپس به ۵ دسته بخش شده‌ است و هر دسته به یکی از عوامل، یعنی بخت، کردار، خوی، جوهر، و ارث (برماندبر) وابسته شده‌ است.
- در کتاب ششم دینکرد اندرزهای دیگری نیز به آذرباد مهرسپندان وابسته است و برخی از آن‌ها به ترجمهٔ عربی نیز در دست است.[۲]

از دیگر اندرزنامه‌های نامدار به زبان پارسی میانه می‌توان از اینها نام برد:
- بزرگ میترای بُختگان (اندرزنامه بخت آفرید و بزرگمهر و خسرو انوشیروان)
- پندنامه بهزاد فرخ فیروز
- اندرز فرنبغ فرخ زاد
- اندرز اوشنر دانا
- اندرز دانایان به مزدَیَسنان
- اندرز پوریوتکشیان
- اندرز پیشینیان
- اندرز دستوران به بهدینان
- اندرز خسرو کواتان (قبادان).